# Dzierżążno-Leśnictwo
Dzierżążno-Leśnictwo – osada leśna kaszubska w Polsce położona w województwie pomorskim, w powiecie kartuskim, w gminie Kartuzy. 
Leśniczówka położona na zachód od jeziora Sitno. Miejscowość wchodzi w skład sołectwa Dzierżążno.
W latach 1975–1998 miejscowość administracyjnie należała do województwa gdańskiego.